# OHB-System

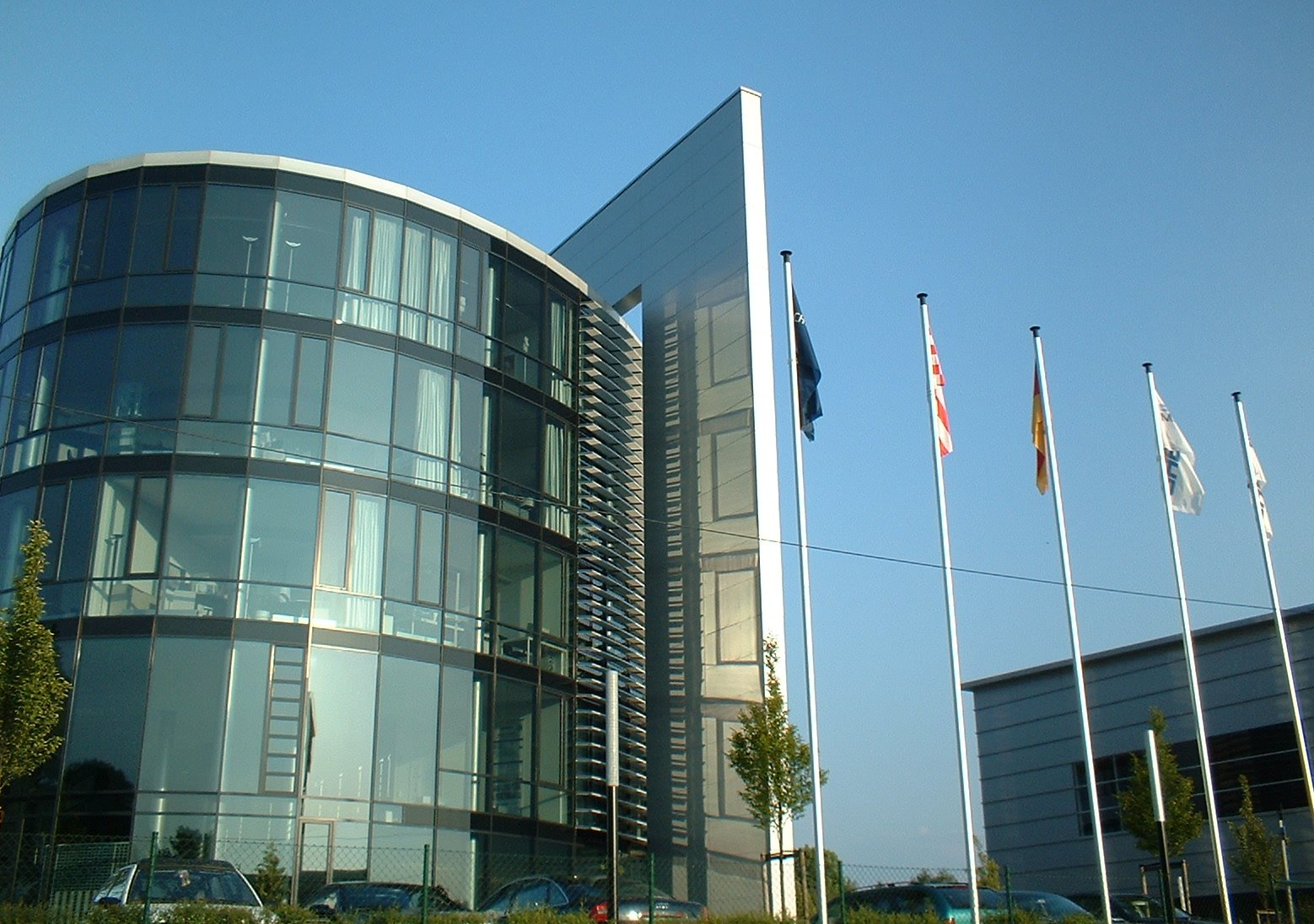
Edifício sede 1 da OHB-System e o prédio de integração dos satélites SAR-Lupe.

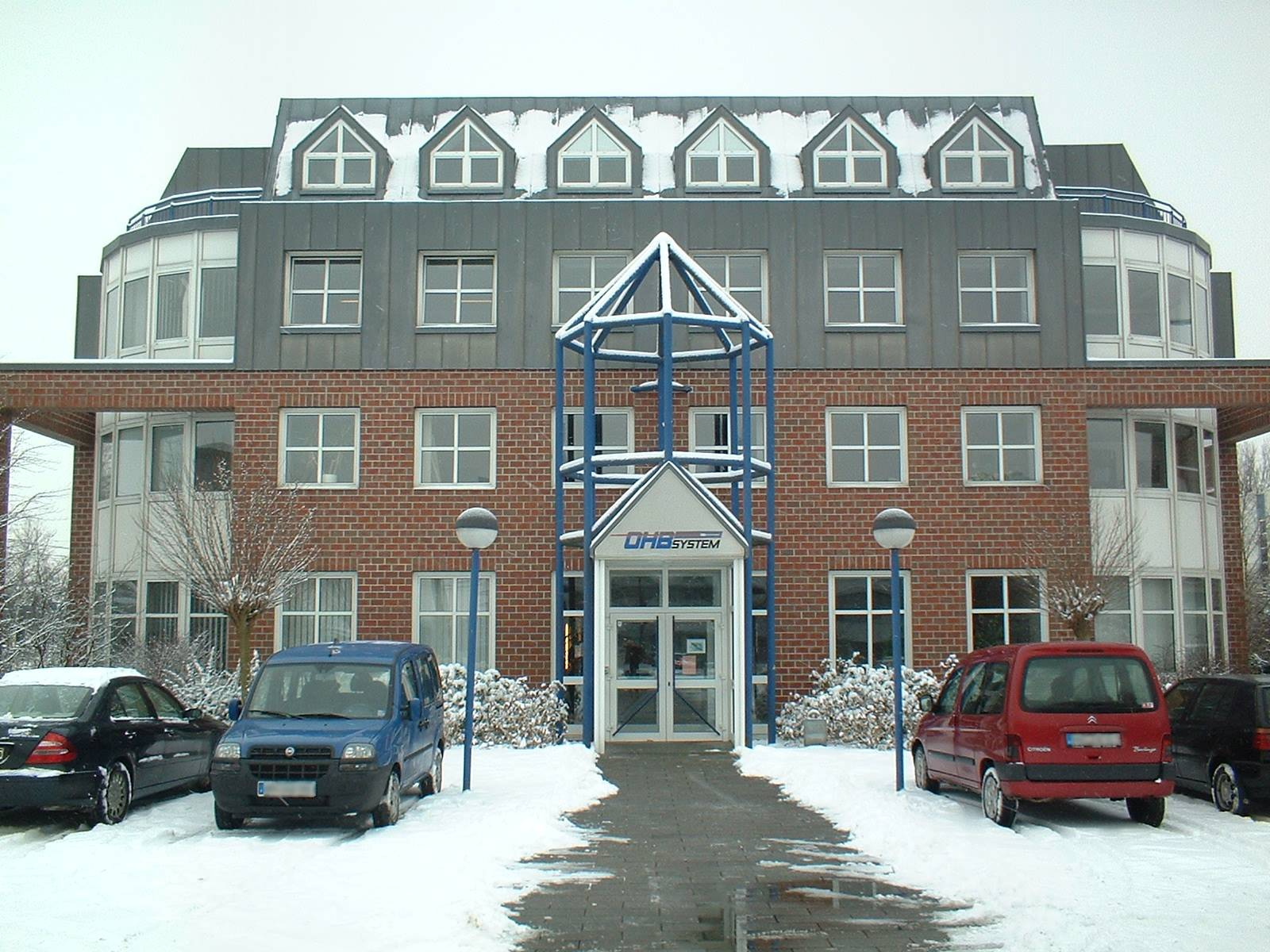
Edifício sede 3 da OHB-System

A OHB-System é uma empresa de médio porte do ramo aeroespacial localizada em Bremen, Norte da Alemanha, que pertence ao grupo OHB AG (ou OHB Technology AG). A OHB-System fornece sistemas nas áreas de telemática, tecnologia espacial, segurança e defesa e serviços de satélite. 
A companhia foi fundada em 1958 como fornecedora de sistemas marítimos e alterou seu ramo de atuação para o setor de aeroespacial em 1981, quando ela foi adquirida pelo Prof. Manfred Fuchs. 
OHB é a abreviação de Orbitale Hochtechnologie Bremen (Alta tecnologia Orbital Bremen).
A OHB AG e a OHB-System, empregam aproximadamente 2.400 pessoas fornecendo produtos nas áreas: espacial, aeroespacial e industrial. O faturamento foi de € 220 milhões em 2011.

## Projetos
- Satélites: BREMSAT, SAFIR 1&2, BIRD/RUBIN, ABRIXAS e os satélites do sistema SAR-Lupe.
- Facilidades de microgravidade: módulos para a ISS, incluindo o Fluid Science Laboratory e o European Physiology Module.
- Projetos: sistema de reconhecimento CONDOR/ARDS e o programa de exploração lunar Mona Lisa.
- Em 7 de Janeiro de 2010, a Comissão Europeia anunciou que o contrato para construir os primeiros 14 satélites do sistema de navegação por satélite chamado Galileo foi concedido às empresas OHB System e Surrey Satellite Technology. Estes quatorze satélites vão ser construídos a um custo de € 566 milhões.[1]